# Matteo 10

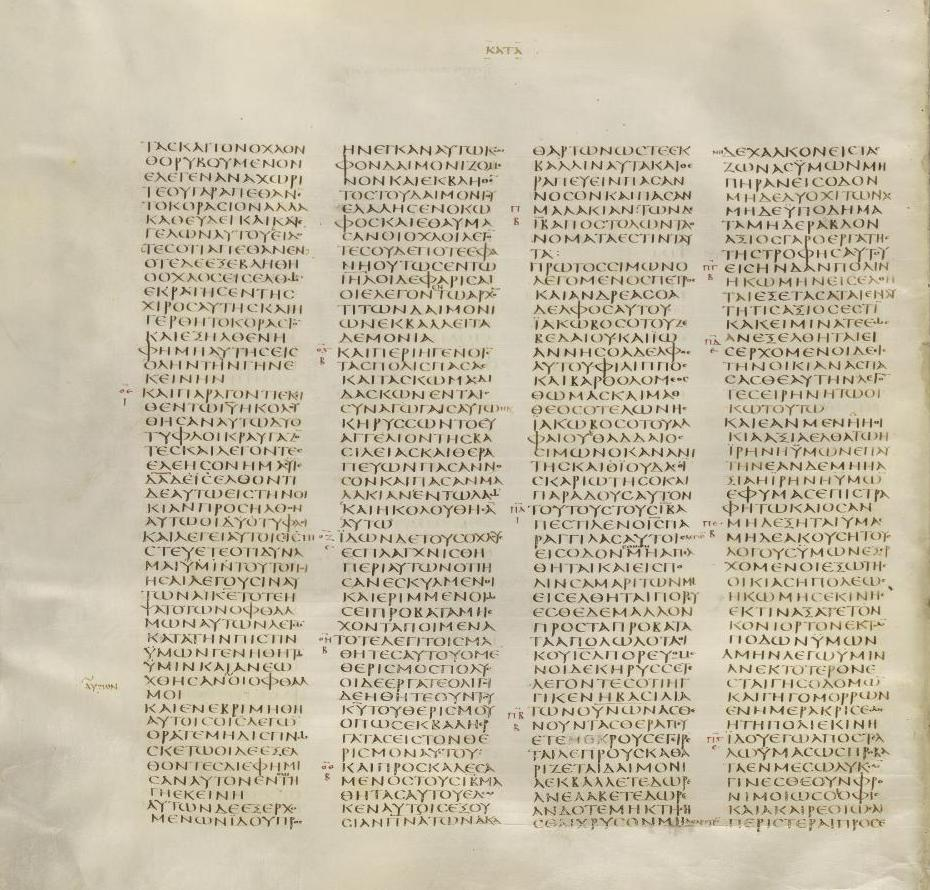
Matteo 9,23–10,17 nel Codex Sinaiticus (c. 330-360).

Matteo 10 è il decimo capitolo del vangelo secondo Matteo nel Nuovo Testamento. Esso viene subito dopo la chiamata dei primi discepoli da parte di Gesù e prima dell'incontro con quelli di Giovanni Battista. Questa sezione del vangelo è nota come discorso della missione o piccola missione, in contrasto con la Grande Missione (Matteo 28,18–20). La Piccola Missione è diretta specificatamente ai primi cristiani, provenienti dalla tradizione religiosa ebraica, mentre la Grande Missione è rivolta agli uomini di tutta la Terra. Il Pulpit Commentary suggerisce che il messaggio di Gesù in questo discorso "poteva essere compreso difficilmente da chi non conoscesse i fondamenti dell'ebraismo".
Matteo nomina i dodici apostoli, o "dodici discepoli", nei versetti dall'1 al 4 ed il resto del capitolo consiste quasi interamente nel discorso di Gesù. In questo capitolo, Gesù invia gli apostoli a guarire ed a predicare nella regione e da loro precise istruzioni. Molte delle cose dette in Matteo 10 si trovano anche in Luca 10 e nel Vangelo di Tommaso, che però non è uno dei vangeli canonici.

## Testo

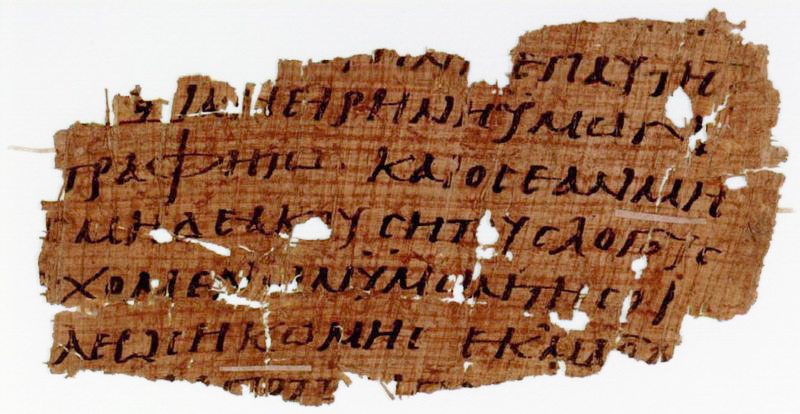
Matteo 10,13–15 sul Papiro 110 (III/IV secolo), recto.

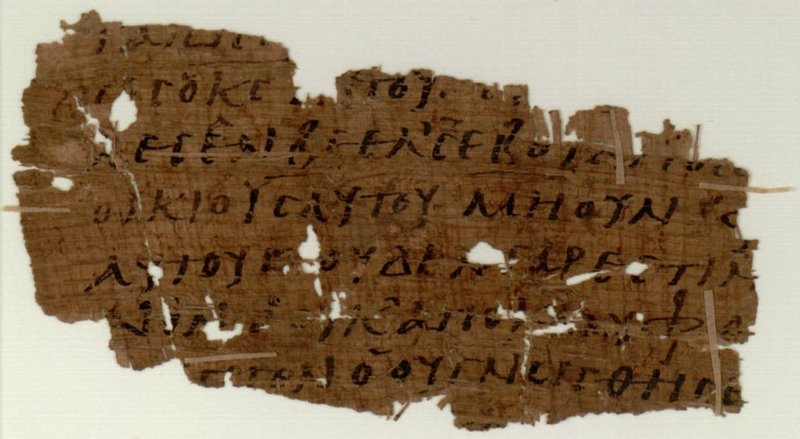
Matteo 10,25–27 sul Papiro 110 (III/IV secolo), verso.

Il testo originale era scritto in greco antico. Il capitolo è diviso in 42 versetti.

### Testimonianze scritte
Tra le principali testimonianze documentali di questo capitolo vi sono:
- Papiro 110 (III/IV secolo; versetti 13–15, 25–27)
- Onciale 0171 (~300; versetti 17–23, 25–32)
- Codex Vaticanus (325–350)
- Codex Sinaiticus (330–360; completo)
- Codex Bezae (~400)
- Codex Ephraemi Rescriptus (~450; completo)
- Codex Petropolitanus Purpureus (VI secolo)

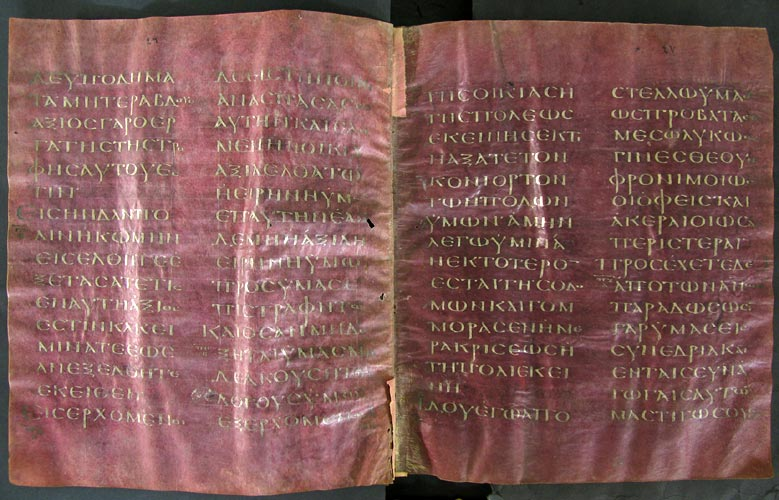
Matteo 10,10–17 sul Codex Petropolitanus Purpureus (VI secolo).

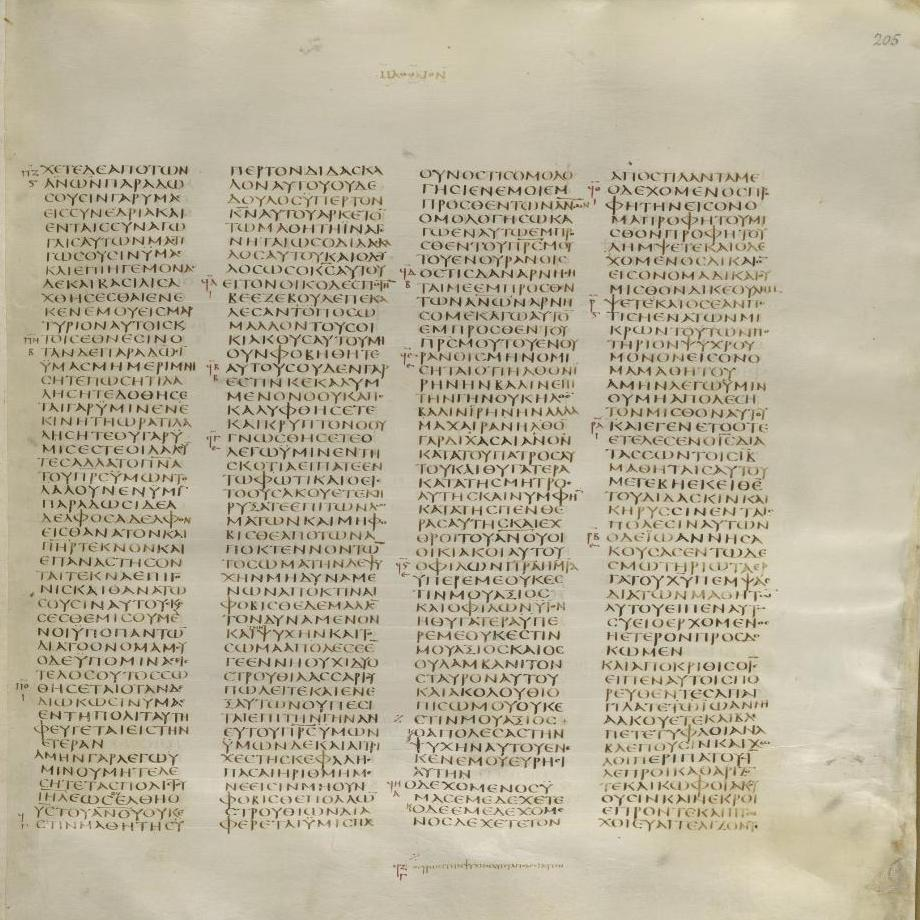
Codex Sinaiticus (330–360), Matteo 10,17–11,15

## I dodici apostoli
Il testo al primo versetto si riferisce a "i suoi dodici discepoli" (in greco: τους δωδεκα μαθητας αυτου, tous dodeka mathetas autou). Il versetto 2 li chiama "i dodici apostoli":
(Matteo 10,1-4)
Il versetto 5 si riferisce a loro semplicemente come "i dodici".

## Versetto 10
né bisaccia da viaggio, né due tuniche, né sandali, né bastone, perché l'operaio ha diritto al suo nutrimento.
Riferimenti in: Marco 6,8–9; Luca 9,3
- "bisaccia": detta in ebraico "tarmil" si ritrova anche nei testi ebraici,[3] ed è una grande borsa di pelle dove i pastori e i viaggiatori portavano il loro cibo, tenendola appesa a tracolla.[4] I discepoli non hanno bisogno di portare con loro delle provviste per il viaggio perché tutto sarà dato loro da Dio.[4]
- "due tuniche" (o "una seconda tunica"): l'intento di usare una tunica per il viaggio ed un'altra tenerla di ricambio.[4] Il teologo John Gill ha notato come "ai discepoli non fosse permesso portare un abbigliamento ricercato perché giudicato superfluo, né tanto meno due tuniche per non apparire troppo magnificenti oltre ad essere un problema da trasportare".[4]
- "sandali": nemmeno i sandali erano permessi ai discepoli, secondo il vangelo di Matteo.[4] Vi era una certa differenza tra le scarpe e i sandali nella tradizione:[5] i sandali erano infatti realizzati con cuoio più duro rispetto alle scarpe,[6] e talvolta avevano la suola di legno chiodata e pertanto erano più durevoli delle normali calzature;[7] o talvolta erano realizzati con giunchi e foglie di palma intrecciate, o di corteccia,[8] che erano più leggere.[9] Quali fossero dunque le calzature consentite ai discepoli per il viaggio non è dato a sapere[4].
- "bastone": a cui appoggiarsi durante il lungo cammino della giornata. Secondo l'evangelista Matteo, a chi viaggia era permesso un bastone per appoggiarsi, ma non un bastone di difesa o per combattere (Matteo 26,55).[4] Ai discepoli nello specifico è proibito l'uso del bastone non perché essi non debbano trovare riposo o sosta nel loro viaggio, ma perché ancora una volta essi troveranno ciò di cui abbisognano nella divina provvidenza. Dal momento che essi non portano con loro denaro, essi non devono temere nulla dai ladri e possono predicare liberamente il Vangelo, senza necessità di difendersi da pericoli esterni che incontreranno.[4]
- "l'operaio ha diritto al suo nutrimento": Gesù usa quest'espressione proverbiale per rimarcare che i discepoli sono degli operai, dei lavoratori nella sua vigna, e per fare il loro lavoro avranno tutto il necessario per vivere.[4] Questo è il loro compito ed essi dal prossimo dovranno dipendere.[4] Ad ogni modo il contesto è ben lontano dal far sì che un discepolo si faccia mantenere da altri, anzi intende fortificarne lo spirito; chi segue loro, infatti, segue Cristo e la sua parola e per questo essi troveranno chi provvederà per loro nel mondo terreno predicando la Parola di Dio per il bene del prossimo e non per fini di lucro personali.[4]

## Versetto 13
E se quella casa n’è degna, venga la pace vostra su lei: se poi non ne è degna la vostra pace torni a voi.
Il biblista Dale Allison ha suggerito che "la vostra pace" si riferisca alla pace promessa "in un'epoca escatologica" (Isaia 52,7): Come sono belli sui monti i piedi del messaggero di lieti annunzi che annunzia la pace, messaggero di bene che annunzia la salvezza, che dice a Sion: «Regna il tuo Dio»..

## Versetto 18
e sarete condotti davanti ai governatori e ai re per causa mia, per dare testimonianza a loro e ai pagani.
Riferimenti: Matteo 27,2

## Versetto 21
Il fratello darà a morte il fratello e il padre il figlio, e i figli insorgeranno contro i genitori e li faranno morire.
Questa profezia di faida famigliare è basata su Michea 7,6, che venne pensata per raccontare la discordia degli ultimi giorni.

## Versetto 34
"Non crediate che io sia venuto a portare pace sulla terra; non sono venuto a portare pace, ma una spada."
Questo è uno dei passaggi più discussi di tutto il capitolo, spiegato spesso con un valore "apocalittico-escatologico" come era inteso nel contesto del I secolo.
R. T. France spiega questo verso utilizzando il contesto del verso successivo, il 35: "La spada che Gesù porta non è qui intesa per un conflitto militare, ma nei versetti 35–36 mostra, una strenua divisione sociale che divide persino i legami famigliari più stretti. … Gesù parla qui, come nei versetti successivi, di una divisione degli uomini sulla base della risposta a lui."
Il testo del vangelo di Matteo nel Libro di Kells altera la parola gladium della vulgata latina, facendola passare dalla parola makhairan, "spada",  a gaudium "gioia", dando come risultato di lettura: "Non crediate che io sia venuto [solo] per portare pace sulla terra, ma [anche] gioia", stravolgendo così il senso completo del testo biblico.

## Versetto 38
chi non prende la sua croce e non mi segue, non è degno di me.
- "Prende la sua croce": è il senso di abnegazione di fronte ai patimenti terreni che preludono quelli di Cristo. Infatti "come abbondano le sofferenze di Cristo in noi, così, per mezzo di Cristo, abbonda anche la nostra consolazione" (2 Corinzi 1,5; Filippesi, 3,10); l'espressione figurativa è presa dalla pratica di "condannare i criminali che erano condannati a portare la loro croce sino al luogo della loro esecuzione" (Matteo 27,32; Luca 23,26; Giovanni 19,16; anche in Artemid. ii. 56, p. 153; Plut. Mor. p. 554 A; Cic. de divin. i. 26; Valer. Max. xi. 7.)[19]